# Park Pięciu Sióstr
Park Pięciu Sióstr, do 2022 i zwyczajowo park Zachodni – park miejski w dzielnicy Ochota w Warszawie, znajdujący się u zbiegu ulicy Bitwy Warszawskiej 1920 r. i Alej Jerozolimskich. 

## Opis
Jeden z najmłodszych parków warszawskich, w planach zagospodarowania przestrzennego określany zarówno jako „założenie parkowe”, jak i „park miejski”. Powstał na terenie byłych ogródków działkowych. Wśród nasadzeń i spontanicznie wyrosłych drzew występują m.in. klony (klon zwyczajny Acer platanoides, jawor A. pseudoplatanus, klon jesionolistny A. negundo), robinia akacjowa (Robinia pseudoacacia), a także różne gatunki i kultywary lip (Tilia sp.), topoli (Populus sp.) i dębów (Quercus sp.). 
W 2015 przeprowadzono konsultacja społeczne, w których wyłoniono koncepcję zagospodarowania parku Zachodniego. W 2016 ogłoszono przetarg na roboty budowlane, wybór wykonawcy ogłoszono w kwietniu 2017, zakontraktowana wartość prac opiewała na kwotę 6,6 mln złotych. Urządzanie parku trwało z przerwami ze względu na upadłość wykonawcy i zakończyło się formalnie jesienią 2020.
Pierwsza nazwa – „park Zachodni” – została wybrana w plebiscycie. Władze dzielnicy z kolei postulowały nazwę „park Pięciu Sióstr” (na cześć Wandy z Posseltów Szachtmajerowej i jej sióstr), następnie zaś „park Zachodni im. Pięciu Sióstr”. Ostatecznie w 2022 Rada m.st. Warszawy ustanowiła oficjalne granice i nadała obiektowi nazwę „park Pięciu Sióstr”. Nazwa upamiętnia Wandę, Zofię, Janinę, Jadwigę i Irenę Posseltówny, założycielki szkoły przy ul. Białobrzeskiej. W czasie oficjalnego nadania nazwy imionami sióstr nazwano też pięć dębów rosnących w parku.
Obszar parku znajduje się naprzeciwko dworców autobusowego i kolejowego Warszawa Zachodnia, na południowy wschód od ronda Zesłańców Syberyjskich. Od południowego zachodu ograniczony jest ulicą Bitwy Warszawskiej 1920 r., od północy Alejami Jerozolimskimi. Od wschodu natomiast graniczy z zabudowaniami ulic Kopińskiej i Szczęśliwickiej (wśród nich jest Akademia Pedagogiki Specjalnej im. Marii Grzegorzewskiej i XLVIII LO im. Edwarda Dembowskiego).
Do parku można dojechać autobusami komunikacji miejskiej kilkunastu linii, a także koleją aglomeracyjną (WKD i SKM) oraz dalekobieżną. W 2008 rozważane było wybudowanie pętli tramwajowej o roboczej nazwie „Dworzec Zachodni” na północnym obrzeżu parku dla projektowanej trasy tramwajowej biegnącej z Ochoty ulicą Bitwy Warszawskiej 1920 r. Ostatecznie zdecydowano jednak o poprowadzeniu linii tramwajowej w tunelu pod parkiem od ulicy Bitwy Warszawskiej 1920 r. do krańca pod stacją Warszawa Zachodnia. 20 lutego 2024 podpisano umowę na budowę linii tramwajowej wraz z tunelem przebiegającym pod parkiem. W czerwcu 2024 rozpoczęto prace budowlane.